# Wabet
Eine (selten auch: ein) wabet, auch uabet, ist ein kleiner Kultraum mit einem vorgelagerten Lichthof innerhalb altägyptischer Tempelanlagen der griechisch-römischen Epoche. Der Kultraum ist vom Lichthof durch eine Schrankenwand mit zwei Säulen getrennt.
Wahrscheinlich hat sich die Wabet aus den Sonnenheiligtümern des Neuen Reiches entwickelt, die an den Millionenjahrhäusern angegliedert waren. Zum ägyptischen Neujahrsfest diente der Ort zur Vereinigung der Kultbilder mit der Sonnenscheibe.

## Bekannte Beispiele
- Tempel von Dendera
- Tempel von Schenhur
- Tempel von El-Qala
- Tempel von Edfu
- Doppeltempel von Kom Ombo
- Kalabscha